# T2 Trainspotting
Pour les articles homonymes, voir T2, Trainspotting et F2.
Pour le loisir ferroviaire, voir Ferrovipathe.
Série Trainspotting
Trainspotting
(1996)
Pour plus de détails, voir Fiche technique et Distribution.
T2 Trainspotting ou F2 Ferrovipathes au Québec est une comédie noire britannique réalisée par Danny Boyle et sortie en 2017. Écrite par John Hodge, elle fait suite à Trainspotting du même réalisateur, sorti en 1996.
Le film débute vingt ans après avoir dérobé le butin de 16 000 £ à ses amis, Mark « Rent Boy » Renton (Ewan McGregor) qui quitte Amsterdam (Pays-Bas) pour retourner à Édimbourg (Écosse). Là, il retrouve son ami Daniel Murphy, dit « Spud » (Ewen Bremner), toujours accro à l'héroïne et aux prises avec des pensées suicidaires. Il recroise également la route de Simon Williamson, « Sick Boy » (Jonny Lee Miller), qui survit grâce à de petits trafics et gère désespérément le pub délaissé de sa tante, le Port Sunshine, dans le quartier froid et pluvieux de Leith. Pendant ce temps, Francis Begbie (Robert Carlyle) purge une peine de vingt-cinq ans de prison. Déterminé et furieux face au refus de sa libération, il prévoit de s'évader pour se venger de Mark.
Il est présenté hors compétition à la Berlinale 2017.

## Synopsis
Vingt ans ont passé depuis que Mark Renton a trahi ses amis en leur volant le fameux butin de 16 000 £. Menant une nouvelle vie à Amsterdam et maintenant âgé de 46 ans et désormais guéri de son addiction à l'héroïne depuis des décennies, Renton est en plein divorce et est bientôt licencié de son travail. Au bord du gouffre, il décide de revenir à Édimbourg, en voyage nostalgique, où il retrouve son père qui lui apprend la mort de sa mère. De son côté, Daniel « Spud » Murphy est retourné dans un cycle de dépendance à l'héroïne après s'être séparé de sa femme Gail et avoir perdu le droit de visite à son fils, Fergus, venu au monde peu de temps après le départ de Renton. Quant à Simon David « Sick Boy » Williamson, accro à la cocaïne, vit de combines et programme de maître-chanteur avec la complicité de sa jeune petite-amie d'origine bulgare, Veronika. Enfin, Francis « Franco » Begbie, est toujours en prison, et après avoir appris de son avocat, qu'à cause de ce dernier, il devra passer cinq ans de plus en prison, l'attaque violemment.
Au bord du désespoir, Spud rédige une lettre pour Gail dans laquelle il culpabilise d'avoir gâché sa vie et celle de leur fils et essaye de se suicider en s'étouffant dans un sac plastique. Mais Renton arrive à temps pour le sauver. Si Spud accueille Renton avec hostilité, il est néanmoins très heureux de retrouver son ami qui se propose de l'aider à guérir de ses dépendances. Un peu plus tard, Renton se rend au pub du père de Sick Boy, où il retrouve ce dernier en pleine partie de billards. Après un bref échange amical, une bagarre éclate au cours de laquelle Renton est assommé contre la table de billard. Réveillé tout doucement par Veronika, Renton donne à Sick Boy sa part du butin avant de s'en aller. Mais ce dernier, toujours rancunier, est bien déterminé à lui faire payer sa trahison. Pendant ce temps, Begbie, ayant réussi à s'évader de prison grâce à la complicité d'un détenu, retourne à la maison de son ex-femme, June, où il retrouve également son fils, Frank Jr., avec qui il accomplit quelques larcins malgré le manque d'expérience de ce dernier. Mais alors qu'il s'apprête à commettre un nouveau délit, Begbie apprend que son fils ne veut plus y participer puisqu'il lui dit qu'il fait des études d'hôtellerie et qu'il s'est fait des amis. Outré par ce choix, Begbie provoque son fils et va même jusqu'à le renier, avant de quitter l'appartement.
De leur côté, Renton, Sick Boy et Veronika demandent frauduleusement une subvention de 100 000 £ pour transformer l'étage supérieur du pub en entreprise commerciale que Sick Boy avait promise à Veronika qui, en réalité, serait un bordel sous l'apparence d'un sauna. Cependant, leur activité est interrompue à la suite d'une plainte dans une affaire dans laquelle Sick Boy aurait trempé en tant que maître-chanteur. Renton parvient à lui trouver un avocat, en la personne de Diane Coulston, son ex petite-amie. Au fur et à mesure de leurs temps passés ensemble, Renton et Veronika finissent par se rapprocher et à coucher ensemble. Spud, quant à lui, participe au chantier de rénovation de l'entreprise, et se lie d'amitié avec Veronika, qui lui inspire d’écrire ses mémoires. Pendant ce temps, Begbie retrouve Sick Boy qui lui fait croire qu'il a appris via un contact que Renton est toujours à Amsterdam. Impatient de prendre sa revanche sur Renton, Begbie accepte de se faire oublier pendant un moment.
Un peu plus tard, sur le fameux quai de leur jeunesse, Renton, Spud et Sick Boy se remémorent les moments passés avec leur ami décédé Tommy. Après une remarque déplacée de Sick Boy à Renton à la suite du décès de Tommy, Renton le réprimande par rapport à la mort du bébé Dawn. Lors d'une soirée en boîte de nuit, Renton s'isole dans les toilettes. Mais Begbie s'y trouve également. Après une brève altercation verbale et ayant reconnu leurs voix, Renton s'enfuit à toutes jambes de la boîte de nuit, poursuivi par un Begbie en furie qui le blesse au bras avec son couteau.
Le lendemain matin, Renton, furieux, réprimande Sick Boy pour ne lui avoir rien dit sur le retour de Begbie. C'est alors que Doyle, le patron du spa dans lequel travaille Veronika, les kidnappe et les emmène en pleine campagne afin de les intimider pour qu'ils renoncent à leur entreprise, et les force à se déshabiller, les laissant rentrer à Édimbourg, tout nus.
Après que Spud ait laissé un manuscrit de ses mémoires à l'appartement de Veronika, il rentre chez lui mais découvre que sa porte a été forcée. Il entre à l'intérieur et tombe nez à nez face à Begbie. C'est alors qu'en évoquant le temps passé à travers ses copies, que ce dernier apprend la vérité sur le fait que Renton ait laissé 4 000 £ à Spud. Alors que Begbie était sorti un bref instant, Veronika arrive à l'appartement de Spud qui lui dit de partir. Mais Begbie revint aussitôt et après avoir intimidé Veronika, la force à lui donner son téléphone portable pour demander à Renton et Sick Boy de le retrouver au pub mais en faisant croire que ce texto est de Veronika.
Après avoir lu un écrit de Spud par rapport à son père alcoolique, Begbie rend une dernière visite à June et Frank Jr., disant à ce dernier à quel il s'excuse d'avoir été un père horrible et lui souhaitant de devenir meilleur que lui et son père avant de partir.
Une fois au pub, Spud arrive trop tard pour prévenir Renton et Sick Boy du piège de Begbie. Ce dernier assomme Sick Boy avec une matraque pour lui avoir menti puis poursuit Renton. À l'étage, Renton tente de s'enfuir mais Begbie le rattrape et le fait tomber à travers le plancher, le laissant pendu à un câblage électrique. Begbie décide ensuite de l'achever en tirant ses jambes vers le bas pour le pendre. Mais Sick Boy arrive juste à temps pour aveugler Begbie avec une bombe lacrymogène puis libère Renton. Begbie s'empare de son fusil et s'apprête à les tuer tous les deux quand Spud l'assomme avec des toilettes.
Veronika emmène Spud à son appartement, lui proposant de partir avec elle et les 100 000 £ mais Spud refuse, lui disant que sa place est à Édimbourg et craint que s'il reçoit cet argent, il le dépensera sûrement dans l'héroïne. Veronika lui propose alors de donner sa part à Gail et Fergus. Spud falsifie alors les signatures de Renton et Sick Boy lui permettant de transférer les 100 000 £ sur le compte de Veronika, qui rentre en Bulgarie retrouver son fils.
Après cette altercation, Renton, Spud et Sick Boy mettent Begbie, encore inconscient, dans le coffre d'une voiture qu'ils laissent face à la prison d'Édimbourg. Veronika, quant à elle, rentre enfin en Bulgarie où elle retrouve son fils. Spud rassemble son livre de mémoire et répare ses relations avec Fergus et Gail, qui lui suggère un titre à ses mémoires, probablement « Trainspotting ». Sick Boy reprend le pub de son père et continue son amitié avec Renton qui, après être retourné vivre chez son père, rentre dans sa chambre et danse sur la chanson Lust for Life Remix d'Iggy Pop.

## Fiche technique
Sauf indication contraire, les informations mentionnées dans cette section peuvent être confirmées par la base de données cinématographiques IMDb,  présente dans la section « Liens externes ».
- Titre original et français : T2 Trainspotting
- Titre québécois : F2 Ferrovipathes[1]
- Réalisation : Danny Boyle
- Scénario : John Hodge, d'après le roman Porno (roman) de Irvine Welsh.
- Musique : Rick Smith[2].
- Direction artistique : Arwel Evans, Adam Squires, Chris Wyatt et Patrick Rolfe
- Décors : Patrick Rolfe, Mark Tildesley et Véronique Melery
- Costumes : Rachael Fleming et Steven Noble
- Photographie : Anthony Dod Mantle
- Son : Ian Tapp, Niv Adiri
- Montage : Jon Harris
- Production : Andrew Macdonald, Danny Boyle, Christian Colson et Bernard Bellew

Production exécutive : Veselin Karadjov (Bulgarie)
Production déléguée : Irvine Welsh et Allon Reich
- Sociétés de production[3] : DNA films, Decibel Films, Cloud Eight Films, avec la participation de TriStar Pictures et Film4, en association avec Artbees et Creative Scotland.
- Société de distribution[3] :
  - Royaume-Uni, Belgique : Sony Pictures Releasing
  - France : Sony Pictures Releasing France
- Budget : 18 millions de dollars[4]
- Pays de production :  Royaume-Uni
- Langue originale : anglais, bulgare, écossais
- Format[5] : couleur - 1,85:1 (Panavision) - son Dolby Digital
- Genre : Comédie noire
- Durée : 117 minutes
- Dates de sortie[6] :
  - Royaume-Uni : 27 janvier 2017
  - Belgique : 15 février 2017
  - France : 19 février 2017 (Villeurbanne British and Irish Film Festival), 1er mars 2017 (sortie nationale)
  - Suisse romande : 1er mars 2017
  - Canada : 17 mars 2017
- Classification[7] :
  - Royaume-Uni : 18 - Suitable only for adults (Interdit aux moins de 18 ans).
  - France : 
Tous publics avec avertissement (Autorisation pour tous publics avec l’avertissement suivant : "Certaines scènes du film peuvent heurter un jeune public".) (visa d'exploitation no 146061 délivré le 7 février 2017)[8],[Note 1].

## Distribution
- Ewan McGregor (VF : Damien Witecka) : Mark « Rent Boy » Renton
- Ewen Bremner (VF : Didier Brice) : Daniel « Spud » Murphy
- Jonny Lee Miller (VF : Thibault de Montalembert) : Simon David « Sick Boy » Williamson
- Robert Carlyle (VF : Franck Capillery) : Francis « Franco » Begbie
- Kelly MacDonald (VF : Véronique Volta) : Diane Coulston
- Anjela Nedyalkova (VF : Viktoria Kozlova) : Veronika Kovach
- James Cosmo (VF : Yves-Henry Salerne) : M. Renton
- Shirley Henderson : Gail Houston
- Irvine Welsh : Mikey Forrester
- Katie Leung : une infirmière
- Atta Yaqub : l'étudiant en médecine
- Steven Robertson (VF : Patrick Mancini) : l'avocat de Francis Begbie

 Source et légende : version française (VF) sur RS Doublage et selon le carton du doublage français sur le DVD zone 2.

## Production

### Genèse et développement

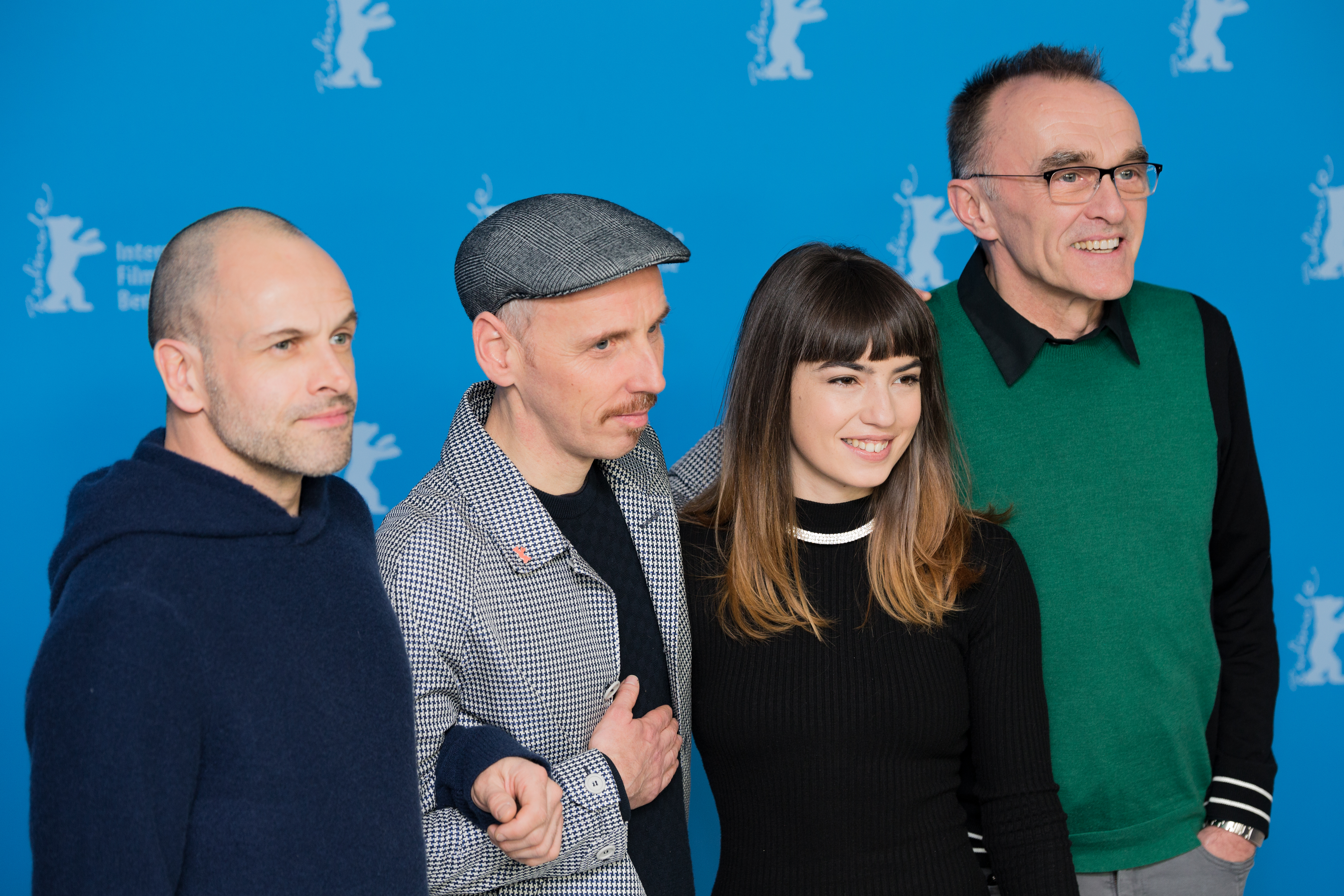
Le réalisateur Danny Boyle avec une partie du casting à la Berlinale 2017.

En janvier 2009, Danny Boyle déclare son souhait de faire une suite à son film Trainspotting (1996) qui se situerait 9 ans après l'histoire et basée sur le roman Porno d'Irvine Welsh. Il explique aussi vouloir attendre que les acteurs vieillissent pour illustrer les « ravages du temps ». L'acteur Ewan McGregor affirme en interview être très emballé par ce projet.
En mars 2013, le réalisateur explique que le film sera plus ou moins inspiré du roman Porno qu'il juge moins bon que le roman d'origine Trainspotting. Il ajoute que si cette suite voit le jour, elle devrait sortir en 2016, 20 ans après le premier film.
En mai 2014, dans une interview radiophonique, Irvine Welsh raconte qu'il a passé une semaine avec Danny Boyle, le producteur Andrew Macdonald et l'équipe créative de Trainspotting pour discuter de cette suite. L'auteur des romans explique qu'ils ont « exploré l'histoire et des idées de script. Ca ne nous intéresse pas de faire quelque chose qui briserait l'héritage de Trainspotting. Nous voulons faire quelque chose de frais et contemporain ».
Dans une entrevue publiée dans le journal écossais The Scotsman le 17 novembre 2014, Irvine Welsh révèle qu'Ewan McGregor et Danny Boyle se sont rencontrés pour résoudre leurs différends. En septembre 2015, au festival du film de Telluride, Danny Boyle affirme que son prochain film sera Trainspotting 2. Dans une interview pour le site ComingSoon.net, il révèle qu'un script est prêt et que le tournage devrait débuter en mai ou juin 2016, ce film devant sortir pour les 20 ans du premier.
Durant la promotion de son film Steve Jobs en novembre 2015, Danny Boyle réaffirme son désir de commencer le tournage en mai-juin 2016 et révèle que la préproduction a débuté à Édimbourg. Il explique par ailleurs que le script écrit par John Hodge n'est pas une adaptation fidèle du roman Porno. Le titre du film est alors T2,,. Au même moment, dans NME, l'acteur Robert Carlyle confirme son retour dans le rôle de Begbie. Il rapporte que les trois autres acteurs ont lu le script de John Hodge, qui se déroule effectivement 20 ans après l'intrigue du premier film.
En décembre 2015, Ewan McGregor, Jonny Lee Miller, Ewen Bremner et Robert Carlyle sont confirmés. Le film se déroule bien deux décennies après les événements de son prédécesseur, et le tournage aura lieu au printemps 2016.

### Tournage
Initialement prévu pour mai-juin 2016, le tournage débute le 10 mars 2016, à Édimbourg en Écosse,,.
En raison de l'emploi du temps surchargé des acteurs principaux, l'organisation a été très compliquée, comme l'explique le producteur Bernie Bellew : « Il a donc fallu qu’on case 50 % du travail dans 35 % du planning, ce qui a été très compliqué. Si vous ajoutez à cela le fait que le scénario comprend de nombreuses scènes de nuit en extérieur, alors qu’il n’y a que trois heures et demie d’obscurité réelle durant l’été écossais, vous imaginez les contraintes auxquelles nous avons été confrontés… Mais nous avons refusé de nous laisser décourager ! ».

## Bande originale
| 1.  | Lust For Life (The Prodigy Remix)      | Iggy Pop                                       | 5:00 |
| 2.  | Shotgun Mouthwash                      | High Contrast                                  | 2:54 |
| 3.  | Silk                                   | Wolf Alice                                     | 4:05 |
| 4.  | Get Up                                 | Young Fathers                                  | 3:50 |
| 5.  | Relax                                  | Frankie Goes to Hollywood                      | 3:57 |
| 6.  | Eventually But (Spud's Letter To Gail) | Underworld & Ewen Bremner                      | 2:25 |
| 7.  | Only God Knows                         | Young Fathers feat. Leith Congregational Choir | 3:53 |
| 8.  | Dad's Best Friend                      | The Rubberbandits                              | 3:05 |
| 9.  | Dreaming                               | Blondie                                        | 3:06 |
| 10. | Radio Ga Ga                            | Queen                                          | 5:44 |
| 11. | It's Like That                         | Run–D.M.C. vs Jason Nevins                     | 4:10 |
| 12. | (White Man) In Hammersmith Palais      | The Clash                                      | 4:01 |
| 13. | Rain Or Shine                          | Young Fathers                                  | 3:51 |
| 14. | Whitest Boy On The Beach               | Fat White Family                               | 4:53 |
| 15. | Slow Slippy                            | Underworld                                     | 3:51 |

## Accueil

### Accueil critique
Aux États-Unis, le film reçoit des critiques positives :
- Sur Internet Movie Database, il obtient un score exceptionnel de 7,2⁄10 sur la base de 110 200 critiques[32].
- Sur Metacritic, il enregistre des avis généralement favorables de la presse 67⁄100 sur la base de 42 critiques ainsi que des commentaires généralement favorables du public 7,3⁄10 basés sur 204 évaluations[27].
- Sur l'agrégateur américain Rotten Tomatoes, le film bénéficie d'un taux d'approbation de 81 % basé sur 249 opinions (202 critiques positives et 47 négatives) et d'une note moyenne de 6,98⁄10. Le consensus critique du site Web se lit comme suit: "« T2 Trainspotting ajoute un post-scriptum enivrant et émotionnellement résonnant à son prédécesseur classique, même sans retrouver pleinement le frisson frais et subversif de l'original. »"[28].

En France, les retours sont également favorables :
- Sur Allociné, il obtient une moyenne de 3,1⁄5 sur la base 28 critiques de la part de la presse[29] et il obtient une moyenne de 3,5⁄5 sur la base 231 critiques de la part des spectateurs[33].
- Sur SensCritique, il obtient une bonne moyenne de 6,3⁄10 sur la base d’environ 9 500 retours du public dont 489 coups de cœur et environ 7 200 envies[34].
- Sur Télérama, la note des spectateurs est de 2,96⁄5 pour 360 critiques[30].
- Quant à Ecranlarge, il attribue au long-métrage une note de 3,5⁄5 avec la critique suivante : « « Souvent appréhendé avec dédain, voire mépris, Danny Boyle nous revient avec la suite très tardive de Trainspotting, phénomène générationnel qui aura propulsé son auteur et ses interprètes sur le devant de la scène internationale. Mais Trainspotting 2 n’est-il vraiment qu’une séquelle dispensable ? »» quant aux lecteurs, ils lui attribuent une note de 3,4⁄5[31].

### Box-office
| Pays ou région             | Box-office                               | Date d'arrêt du box-office | Nombre de semaines |
| -------------------------- | ---------------------------------------- | -------------------------- | ------------------ |
| Royaume-Uni (1er week-end) | 6 444 282 $                              | du 27 au 29 janvier 2017   | -                  |
| Royaume-Uni                | 21 186 631 $                             | 23 avril 2017              | 13                 |
| France Paris               | 749 792 $ 102 201 entrées 31 203 entrées | 19 mars 2017               | 3                  |
| Total hors États-Unis      | 39 279 742 $                             | -                          | -                  |
| Total mondial              | 41 681 746 $                             | -                          | -                  |

Le film rencontre un succès commercial relativement modeste, rapportant 41 681 746 $ de recettes mondiales, dont 2 402 004 $ aux États-Unis et 21 186 631 $ au Royaume-Uni, pour un budget estimé à 18 millions $. Il a réalisé 102 201 entrées en France, 176 197 entrées en Allemagne, 394 905 entrées en Italie et 198 482 entrées en Espagne. Le film est passé inaperçu en France, se contentant de rester une semaine dans le top 20 hebdomadaire avec 75 702 entrées en première semaine, alors que Trainspotting était parvenu à cumuler plus de 827 000 entrées en restant neuf semaines dans le top 20 lors de sa sortie en 1996 afin de finir son exploitation en atteignant 1 million d'entrées.

## Distinctions
Entre 2017 et 2018, T2 Trainspotting a été sélectionné 12 fois dans diverses catégories et a remporté 6 récompenses.

### Récompenses
- BAFTA Awards, Scotland 2017 :
  - BAFTA Scotland Award du meilleur film décerné à Danny Boyle, John Hodge, Andrew Macdonald et Christian Colson,
  - BAFTA Scotland Award du meilleur réalisateur pour une fiction décerné à Danny Boyle,
  - BAFTA Scotland Award du meilleur acteur dans un film décerné à Ewen Bremner.
- TheWIFTS Foundation International Visionary Awards 2017 : meilleure actrice pour Kelly Macdonald.
- Golden Camera 2018 : Golden Camera du meilleur acteur international décerné à Ewan McGregor.
- Hawaii Film Critics Society 2018 : HFCS Award du meilleur film négligé (A égalité avec Wind River de 2017)

### Nominations
- BAFTA Awards, Scotland 2017 :
  - Meilleur acteur dans un film pour Ewan McGregor,
  - Meilleur acteur dans un film pour Robert Carlyle.
- Golden Trailer Awards 2017 : 
  - Meilleur trailer pour un long métrage pour Sony Pictures Home Entertainment et The Refinery.
- International Online Cinema Awards (INOCA) 2017 :
  - Meilleur scénario adapté pour John Hodge,
  - Meilleur casting d'ensemble.
- New Mexico Film Critics 2017 : meilleur acteur dans un second rôle pour Ewen Bremner.